# José Rafael Pérez de Carmona
José Rafael Pérez de Carmona; (Melipilla, 28 de marzo de 1778 - Santiago, 1850). Hijo de don Nicolás Pérez de Carmona y doña María Verdugo. Contrajo nupcias en Curimón con Inés Cabrera del Canto.
Educado en el Colegio Conciliar, se dedicó a la agricultura en la hacienda de su padre, en la ciudad de San Felipe. Radicado en Valparaíso en 1814, se dedicó al comercio durante la reconquista, a pesar de ser un ferviente patriota.
Al retorno del gobierno patriota, colaboró en la revisión y los trabajos de la construcción del canal Maipo, obra que permitió el riego por primera vez del extenso llano del Maipo, ordenada por Bernardo O'Higgins.
Electo Diputado, representante de Ancud, Quinchao y Castro (1824-1825 y 1825-1826) y luego por Santiago (1827-1828).